# Parafia Wszystkich Świętych i św. Jakuba w Giecznie
Parafia Wszystkich Świętych i Świętego Jakuba w Giecznie – parafia rzymskokatolicka znajdująca się w archidiecezji łódzkiej w dekanacie ozorkowskim. Mieści się przy ulicy Głównej. Parafię prowadzą księża diecezjalni.